# Izumi (Kagoshima)
Pour les articles homonymes, voir Izumi (homonymie).
Izumi (出水市, Izumi-shi) est une ville située dans la préfecture de Kagoshima, au Japon.

## Géographie

### Situation
Izumi est située dans le nord de la préfecture de Kagoshima, au bord de la mer de Yatsushiro.

### Démographie
Au 1er octobre 2016, la population s'élevait à 54 680 habitants répartis sur une superficie de 329,98 km2.

## Histoire
La ville d'Izumi a été fondée le 1er avril 1954. Le 13 mars 2006, les anciens bourgs de Noda et Takaono sont intégrés à la ville.

## Transports
La gare d'Izumi est desservie par la ligne Shinkansen Kyūshū, ainsi que la ligne Hisatsu Orange Railway.